# Subepitheliale muzinöse Hornhautdystrophie
Die Subepitheliale muzinöse Hornhautdystrophie (SMCD) ist eine sehr seltene angeborene Form einer oberflächlichen Hornhautdystrophie mit Krankheitsbeginn im ersten Lebensjahrzehnt mit beidseitig auftretender schleierartiger Trübung zentral in der Hornhaut.

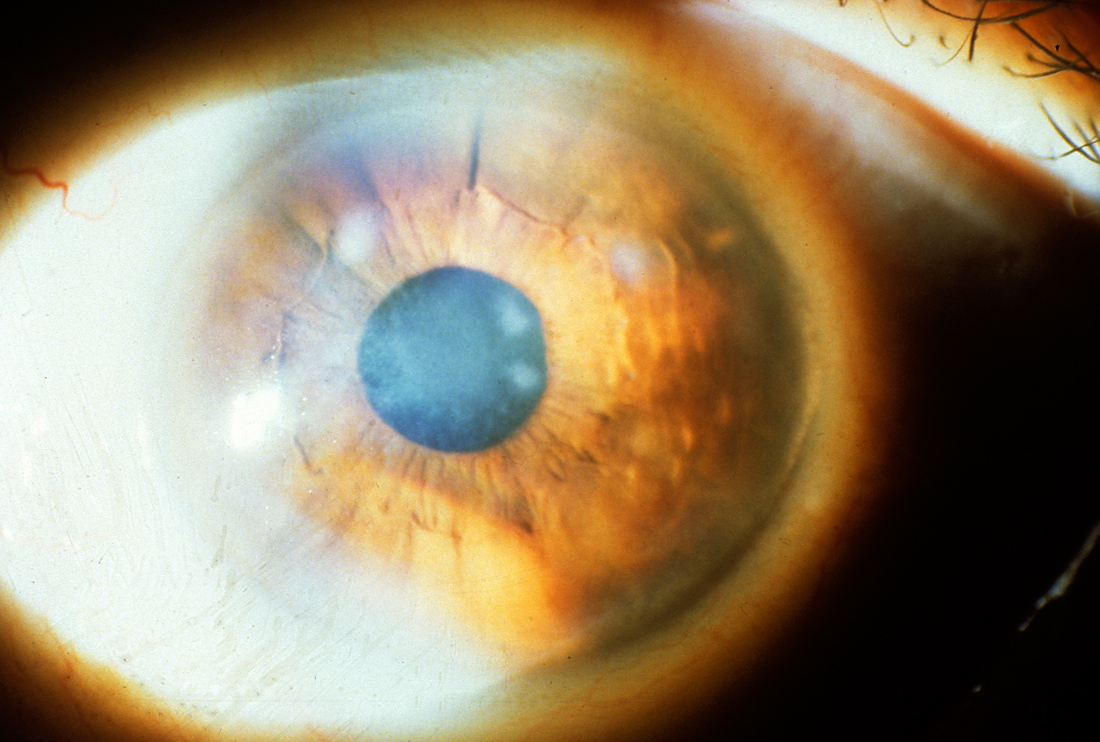
Diffuser Schleier in der Papillarregion der Hornhaut mit diskreter Trübung. (Reproduced in Klintworth et al. with permission from Feder et al.)

Die Erstbeschreibung stammt aus dem Jahre in 1993 durch den US-amerikanischen Augenarzt Robert S. Feder und Mitarbeiter.

## Verbreitung
Ursache und Häufigkeit sind nicht bekannt, bislang wurde über eine Familie berichtet, die Vererbung erfolgt wohl autosomal-dominant.

## Klinische Erscheinungen
Klinische Kriterien sind:
- Krankheitsbeginn im ersten Lebensjahrzehnt
- Schmerzhafte, rezidivierende Erosionen der Hornhaut
- während der Pubertät seltener Erosionen, aber zunehmender Visusverlust
- beidseits Trübungen und Schleier („haze“) über der gesamten Hornhaut, besonders zentral, unterhalb des Epithels gelegen

## Diagnose
Ablagerungen von Glykosaminoglykanen (Chondroitin und Dermatan-Sulfat) können nachgewiesen werden.

## Differentialdiagnose
Abzugrenzen sind andere Formen der Hornhautdystrophie.